# Louie Cullen
Pour les articles homonymes, voir Cullen.
Louie Cullen (1876 - 24 juillet 1960) est une suffragette britannique et australienne. Elle a été emprisonnée pour ses activités en faveur du droit de vote des femmes, et a reçu une broche de la prison Holloway. 

## Biographie
Louisa Clarissa Mays naît en 1876 à Gorleston, dans le Suffolk,. Elle est généralement connue sous le surnom de Louie. Elle quitte l'école à 14 ans et travaille. Elle se marie en 1900, avec Joshua William Cullen, lui-même favorable au droit de vote des femmes. 

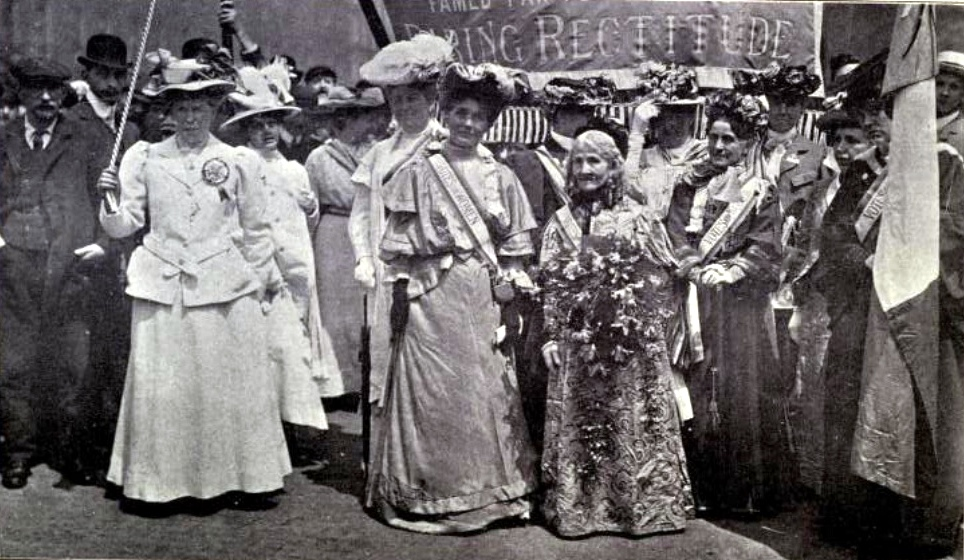
Marche des femmes à Hyde Park, 21 juin 1908.

Cullen rejoint la Women's Social and Political Union (WSPU). Elle est organisatrice de la branche londonienne de l'Union de Kensal Green à Londres en 1906. Cette année-là, Cullen et Hannah Mitchell introduisent clandestinement une bannière Votes for Women dans la Chambre des communes. Elle est arrêtée en 1908 après avoir essayé de s'introduire à la Chambre des communes cachée dans un pantechnicon,. 
Cullen est détenue à la prison de Holloway et entame une grève de la faim. Elle reçoit la broche de la prison Holloway décernée par la WSPU. Elle prend la parole lors de la marche des femmes du 21 juin 1908 à Hyde Park. Christabel Pankhurst dans une lettre du 17 juillet 1909 l'encourage à se rendre à Norwich, avant une visite de Winston Churchill, pour « réveiller » les gens. 

## Activités suffragistes en Australie
La santé de Cullen a souffert de son emprisonnement, et elle émigre avec son mari en décembre 1911 à Melbourne, en Australie,. 
Louie Cullen reprend des activités suffragistes en Australie. Elle fait des allocutions sur les droits des femmes à la Women's Political Association, dirigée par Vida Goldstein. Elle crée un club social, Wayfarers, destinée aux jeunes femmes isolées. Elle participe à une marche qui remet au Premier ministre australien Billy Hughes une pétition de 5 000 signatures en faveur de la libération d'Adela Pankhurst, emprisonnée pour avoir protesté contre le prix de la nourriture. 
Dans les années 1930, les Cullen s'installent à Sydney et Louie Cullen rejoint la Suffragette Fellowship. Elle félicite Mme N.A. Parker lorsque celle-ci est la première femme élue au conseil municipal de Molong. Cullen indique son désaccord pour la mention d’« obéissance » lors des vœux de mariage de la princesse Elizabeth, qu'elle considère comme « absolument antédiluvienne ». 

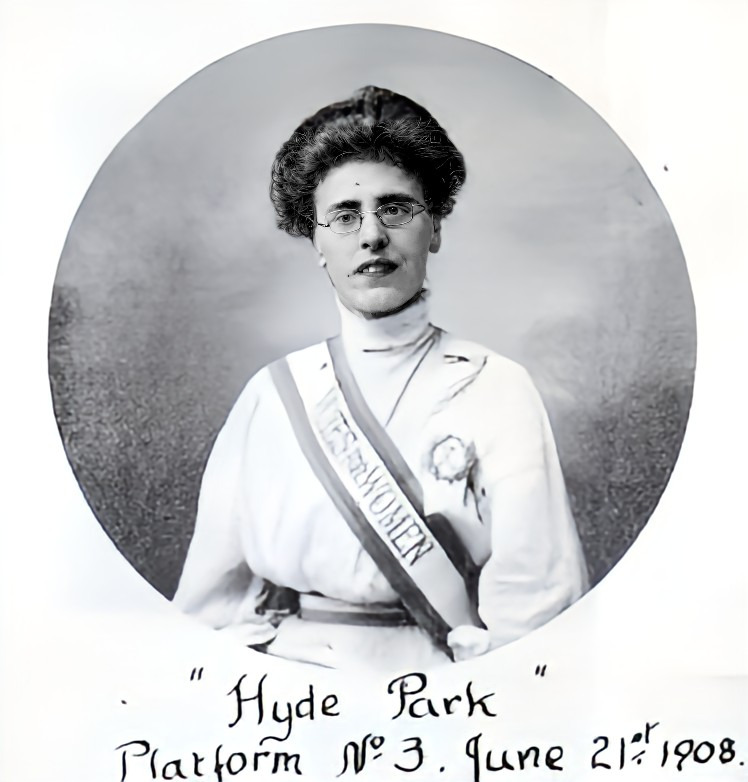
Photo de Cullen avec la légende « Hyde Park ».

En 1953, Cullen donne plusieurs objets liés aux luttes suffragistes, pour les 50 ans du droit de vote des femmes en Australie, notamment sa médaille Holloway. 
Son époux, Joshua Cullen meurt en 1956 à l'âge de 88 ans. Elle-même est connue comme la « dernière suffragette »,,. Une photographie d'elle portant son écharpe Votes for Women, prise en 1958, figure dans les collections de la Bibliothèque nationale d'Australie. Elle lègue sa maison de Lidcombe, Sydney au Children's Library and Crafts Movement, pour en faire un centre pour enfants,. 
Elle s'installe en 1958 dans une maison de santé à Hammondville, en Galles-du-Sud, près de Sydney et meurt le 24 juillet 1960 à Sydney.

## Postérité
Les objets légués à la Bibliothèque nationale d'Australie, sont conservés dans les archives de Bessie Rischbieth, féministe et fondatrice de la Australian Federation of Women's Societies. Ils incluent notamment le croquis réalisé lorsqu'elle était à Holloway, avec la légende, Stone walls do not a prison make, nor iron bars a cage, sa broche Holloway et son écharpe de la WSPU, et deux photos, l'une prise en prison et l'autre réalisée à l'occasion de la marche des femmes de Hyde Park. La bibliothèque détient également le certificat délivré par Emmeline Pankhurst,.